# جورج اينيسكو
جورج إينيسكو (بالرومانية: George Enescu) مؤلف موسيقي، ومايسترو وعازف كمان وبيانو. ولد عام 1881 في بوتوشاني، رومانيا وتوفي عام 1955 في باريس. يعتبر أعظم مولف موسيقي رُومانِيّ. من آثاره أُوبِرا أوديب والعديد من المقطوعات والسَّمفُونِيَّات.

## حياته وأعماله

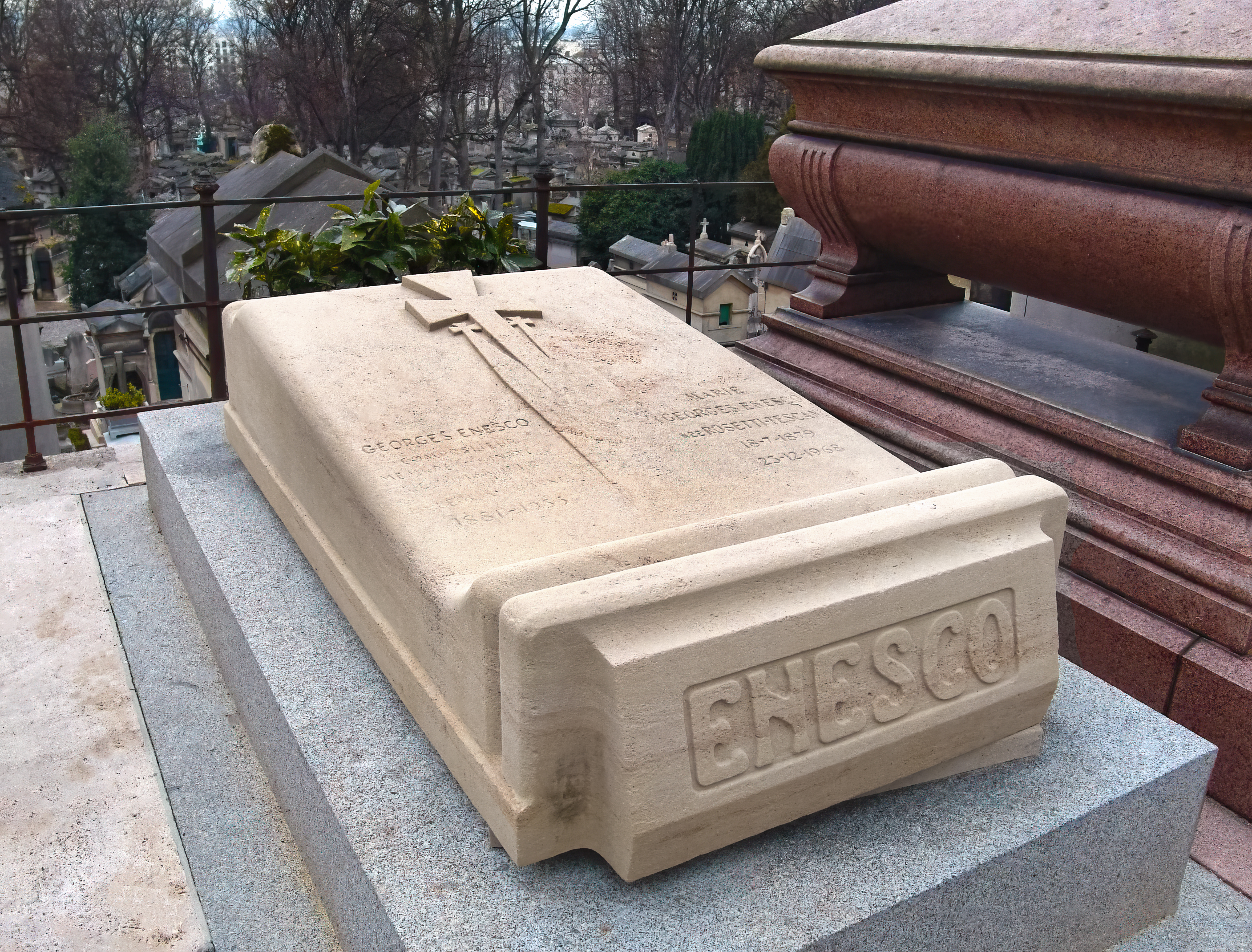
جورج إنيسكو - بير لاشيز - باريس

تاريخ الموسيقى مليء بعدد لا يحصى من المؤلفين الذين لاقوا الكثير من المدح من معاصريهم، لكنهم يظلون اليوم مغفلين بشكل ظالم ولا يقدرون حق قدرهم. هذا المصير لحق بالتأكيد بالمؤلف الروماني جورج إنيسكو، باستثناء في بلده الأم حيث ما زال ينظر إليه كرمز ثقافي للدولة. مع ذلك إغفال إنيسكو في الدول الأخرى مربك بشكل خاص مع المديح الرائع الذي لاقاه من بعض المؤلفين الأكثر تأثيرا في القرن العشرين. بالنسبة لعازف التشيللو بابلو كساليس، كان إنيسكو «أعظم ظاهرة موسيقية منذ موتسارت». عازف الكمان يهودي مينوهين، الذي قضى العديد من السنوات يدرس معه، ردد هذا التقدير: «كان إنيسكو إنسان غير عادي، أعظم موسيقي وأكثر تأثيرا مما شهدت في حياتي».
مواهب إنيسكو كموسيقي كانت نادرة بحق. حقق شهرة عالمية دائمة كعازف كمان ماهر، لكنه لم يكن أقل مهارة كعازف بيانو، يفخر بأنه يملك تقنية مثار حسد صديقه المقرب ألفريد كورتوت. كمايسترو مبادر، عمل دون كلل لدعم الحياة الموسيقية في رومانيا، لكنه أيضا ظهر بشكل متكرر كمايسترو في فرنسا والولايات المتحدة. سمعته كمعالج للموسيقى كانت كبيرة جدا لدرجة أنه في الثلاثينات من القرن العشرين كان يعتبر خليفة محتمل للمايسترو العظيم أرتورو توسكانيني الذي عمل في أوركسترا نيويورك الفيلهارموني.
مع ذلك كان انشغال أونيسكو الرئيسي بالتأليف، ولهذا كان يحاول أن ينال الاعتراف به. رغم أن أعماله المنشورة تصل ل33 عملًا فقط، وهو عدد قليل بالنسبة لشخص تجاوز سن السبعين، أجاد تقريبا كل نوع موسيقي معروف. مع ذلك المقطوعة الوحيدة المعروفة في برامج الحفلات في عصرنا هذا هو الرابسودية الرومانية الأولى - وهو عمل موظف بشكل رائع وعبقري ويشمل الألحان المقتبسة من الموسيقى الشعبية، وكتبها في بداية القرن العشرين. بالنسبة لطلاقتها الأكيدة، العمل لا يعكس المؤلف بالكاد ولسوء الحظ لم يغطي المجال العاطفي والعمق الموسيقى والأصالة الإبداعية التي حققها في أعماله الأخرى.
ربما شهرة الرابسودية الرومانية الأولى أدت لإساءة فهم أن إنيسكو كان مؤلف قومي ضيق الأفق من أوروبا الشرقية. وحقيقي أن مصطلحاته الموسيقية تأثرت بشدة بالموسيقى الشعبية الفريدة لرومانيا، لكن نظرته كانت علمانية وشملت نطاقًا أوسع من الاهتمامات. ولا شكل أن العلمانية ظهرت من تعرضه لتقليدين أوروبيين شديدي الاختلاف كانا مزدهرين في بداية القرن التاسع عشر.
أول مكان زاره كان فيينا، حيث وصول في سن السابعة من قرية ليفيني لدراسة الكمان والتأليف، وشغل نفسه في البيئة الحضارية الملهمة وأصبح معجبا مدى الحياة بموسيقىبرامز. ثم بعد التخرج من كونسرفتوار فيينا في سن ال12، انتقل آخر الأمر إلى باريس، حيث استوعب الهارمونيات العطرة لمعلمه الأساسي للتأليف جابرييل فوريه المؤلف الفرنسي، واستجاب للتلوين والطابع الحسي الذي تناوله معاصريه أمثال ديبوسي ورافيل. وظلت باريس قاعدته الموسيقية الرئيسية في أوروبا الغربية لباقي حياته، رغم أنه عاد خلال الحربين العالميتين لرومانيا حيث عمل بجهد لتشجيع الحياة الموسيقية لبلاده.
كان إنيسكو غزير الإنتاج بشكل مذهل في الجزء الأول من مشواره الفني. في حلول سن ال19، كان قد ألف أربع سيمفونيات وصاغ مسودات للعديد من أعمال الكونشرتو والرباعيات الوترية. أول عمل منشور له كان «القصيد الروماني» وهي متتالية سيمفونية على غرار ليست للأوركسترا تم عرضها (تقديمها) أول مرة في باريس عام 1899 وتم الإشادة بها بشكل كبير. حتى في عمله المبكر نسبيا، يظهر صوت مستقل بالفعل، بشكل ملحوظ في تماثل اللحن المزخرف الذي يكشف عن تأثره بالشرق الأوسط، وفي توزيعه الأوركستارلي الخيالي الذي يشمل كورس بدون كلام.
استمرإنيسكو في العمل حتى العقد الأول من القرن العشرين، حيث كتب أعمال صعبة فنيًا مثل الثمانية للوتريات (1900) التي يمكن مقارنة مجالها التعبيري والكثافة العاطفية بعمل شونبرج «الليل المتحول». ومن هذه الفترة، يوجد أيضا عمل سوناتا الكمان الثاني المبهر والحزين (1899) بالإضافة لعملين أوركستراليين آسرين، المتتالية الأولى (1903) والسيمفونية الأولى (1905).
لكنه عجز عن المحافظة على هذا المستوى من النشاط. وعامل هام آخر أثر على إنتاجيته كان بلا شك الالتزام بمواصلة عمله كعازف، والذي أبعد انتباهه حتما عن التأليف. ربما أيضا تعرض لفقدان الثقة بالنفس. أصبح صعب الإرضاء ورفض إصدار أي عمل جديد إلى أن يكون راضٍ عنه تماما - على سبيل المثال الرباعية الوترية الثانية، التي بدأ العمل بها في أوائل العشرينات، خضعت لسبع مراجعات قبل أن ترى النور أخيرا في عام 1952، فقط قبل وفاته بثلاثة أعوام.
كتب قصيد سيمفواني بعنوان «صوت البحر»، وهو عمل يعصف البحر بشكل مؤثر يضمن المقارنة المباشرة بعمل «البحر» لديبوسي. قام إنيسكو بوضع مسودة لهذا العمل في عام 1929 لكنه لم ينشر إلا في عام 1954 في نهاية الأمر. عمله الأشهر هو رائعته «أوبرا أوديب» شغلته من عام 1910 حتى 1931، لكنه انتظر خمسة أعوام أخرى قبل أن يعرض على المسرح مع تحقيق بعض النجاح في باريس. وظلت العديد من المشروعات الهامة الأخرى، بما في ذلك سمفونية كبيرة رقم 4 ورقم 5 في المهد.
وعند توضيح تطور إنيسكو لأسلوبه الحداثي الذي أصبح اللغة المشتركة الموسيقية الخاصة به من العشرينات، من الجدير بالذكر النظر إليه مقارنة بالمؤلف المعاصر له البولندي كارول شيمنوفسكي. والمقارنة بين الفترة الإبداعية للإثنين في الفترة السابقة والتي شملت الحرب العالمية الأولى جديرة بالملاحظة. على سبيل المثال، تستجيب السيمفونيات الثانية قبل الحرب لكلا المؤلفين بشدة للتقليد النمساوي الألماني في أواخر العصر الرومانسي وللإيماءات الكروماتية التي استخدمها مؤلفون أمثال ريتشارد شتراوس.
يوجد أيضا تشابه مذهل بين السيمفونيات الثالثة للمؤلفين. تم تأليف كلا العملين أثناء الحرب ورغم أن عمل إنيسكو ينظر إليه على نطاق أوسع وأكثر ملحمية من أعمال شيمنوفسكي، يتشاركان في صفات الأسلوب، وليس أقله في التوزيع الأوركسترالي المبالغ فيه، الذي يشمل الدور الرائد للكورس وفي رفضهما لشتراوس لصالح الأسلوب الصوفي العطر بالإشارة الواضحة للشرق. يمكن مد الرابط مع شيمنوفسكي للعشرينات، حين توسع المؤلفان في الطاقة الإبداعية في أعمال الأوبرا - عمل شيمنوفكسي «الملك روجر» وعمل إنيسكو «أوديب»، حيث تم اقتباس العملين من الدراما الإغريقية.
ومن الملاحظ أيضا أن كل من شيمنوفسكي وإنيسكو رفضا الكلاسيكية الجديدة التقليدية للعشرينات خلال الاتجاه للإلهام من الموسيقى الشعبية التقليدية والمناظر الطبيعية والبيئة الطبيعية لبلادهما. في حالة إنيسكو، هذا أدى إلى كتابة سلسلة من الأعمال تتفقد المصطلحات المبتكرة المجددة والغريبة بطريقة فردية وذاتية للغاية، والأشهر سوناتا الكمان الثالثة (1926) مع العنوان الفرعي «بالأسلوب الروماني الشعبي».
من المغري النظر لإنيسكو على أنه يسيرعلى خطا بارتوك. لكن في حين كان بارتوك موسيقي يبحث في الأعراق ويكتب موسيقى تقليدية من أوروبا الشرقية، لم يقتبس إنيسكو الألحان الشعبية الدقيقة أبدا. بدلا من ذلك استجاب بشكل فيه حنين للماضي تجاه الموسيقى التي استمع إليها في طفولته. كان أسلوبه يسري فيه موسيقى بلاده وبدت أصلية وليس فيها أي عنصر من الاغتراب الحداثي.
لذا، مع إنتاجه المذهل ومتعدد الأوجه، لماذا لم يتم الاعتراف بهذا المؤلف العظيم في عصرنا؟ هل يمكننا ببساطة أن نعزو هذا لشخصيته المتواضعة وعدم رغبته في الترويج لقضيته بجهد أكبر؟ أو هل كانت مشكلة الانتشار؟ من المعترف به أن جزء كبير من أعماله متاح الآن على الاسطوانات، لكن من الصعب إيجاد النوت الموسيقية لأعماله في المكتبات أو محلات الموسيقى. لم يكن هذا ليحدث لو كان إنيسكو محظوظا بشكل أكبر مع ناشريه - بلا شك كان يمكن أن يشتهر بشكل أكبر لو كان تم تشجيعه للتوقيع على عقد مع الناشر الموسيقي «يونيفرسال إديشان» في فيينا، وهي منظمة روجت لقسم كبير من أعمال مؤلفي أوائل القرن العشرين، بمن فيهم بارتوك وشيمنوفسكي.
وتواجه المستمعين الجدد مشكلتين في الاستماع لأعمال إنيسكو في فترة نضجه الفني. المشكلة الأولى أن معظم أعماله تتجادل بشدة مع الأسلوب الموسيقي المعقد فنيا. هذا يتطلب استماع متكرر ومركز قبل الإفصاح عن أسرار أعماله. ظاهريا، التركيب في بعد الحركات الطويلة تبدو رابسودية في حين الأساس أنها منظمة ودائرية وتستخدم التحول الدقيق في عدد محدود من الأفكار الموسيقية.
والمشكلة الثانية أنه لا يمكن وضع تطوره بسهولة في إطار التقدم من التأثيرات النمساوية الألمانية والفرنسية التي ميزت المرحلة المبكرة من الموسيقى الرومانية الشعبية التي ميزت أسلوبه لاحقا. بدلا من ذلك كان هناك تغيير في التوازن لكل العناصر في وقت محدد من حياته، وانتقلت للمقدمة أو الخلفية التي تعتمد على المجال الأوسع لنوع الموسيقى التي كان يكتبها حاليا.
عكس شيمنوفكسي، لم يجد إنيسكو عازف يمكنه فهم أعماله مثل المايسترو سير سيمون راتل لأن يضعه على الخريطة الموسيقية. مع ذلك هناك دليل على أنه هناك نظر لقضيته بشكل أكثر جدية. على سبيل المثال، في هذا العام عرض فلاديمير جوروفسكي السيمفونية الثالثة مع أوركسترا لندن الفيلهارموني في القاعة الملكية وتم استقبال العمل بحماس كبير. تم عرض عمله في بريطانيا «أوديب» لأول مرة في دار الأوبرا الملكية عام 2016، بعد 80 سنة من عرضها لأول مرة، والذي اعتبر حافز لإعادة تقييم إنجازاته العظيمة.

## روابط خارجية
- جورج اينيسكو على موقع IMDb (الإنجليزية)
- جورج اينيسكو على موقع الموسوعة البريطانية (الإنجليزية)
- جورج اينيسكو على موقع ميوزك برينز (الإنجليزية)
- جورج اينيسكو على موقع إن إن دي بي (الإنجليزية)
- جورج اينيسكو على موقع أول ميوزيك (الإنجليزية)
- جورج اينيسكو على موقع ديسكوغز (الإنجليزية)
- جورج اينيسكو على موقع أوليمبيديا (الإنجليزية)